# Parc Roland-Veillet
48° 05′ 32″ N, 77° 49′ 42″ O
Pour les articles homonymes, voir Veillet.
Le Parc Rolland-Veillet est un parc public situé à l'intersection des rues Bussières et Mercedès-Bourgeois, dans la partie Ouest de la ville de Val-d'Or, dans la municipalité régionale de comté de La Vallée-de-l'Or, dans la région administrative de l'Abitibi-Témiscamingue, au Québec, au Canada.
Ce parc municipal est destiné aux activités récréatives.

## Toponymie
Arrivé à Val-d'Or en 1936, Roland Veillet (1918-2001), entrepreneur électricien, a fondé, avec Paul Gosselin, la compagnie Veillet et Gosselin. Roland Veillet exerça notamment la fonction de marguillier de la paroisse de Saint-Sauveur (Val-d'Or), de 1939 à 1946, président du Club Richelieu, ainsi que commissaire et président de la Commission scolaire régionale de Val-d'Or. Le toponyme "Parc Roland-Veillet" a été officialisé le 26 avril 2011 à la Commission de toponymie du Québec,.